# 마르쿠스 고메스 지 아라우주
마르쿠스 고메스 지 아라우주(Marcos Gomes de Araujo, 1976년 3월 23일 ~ )는 브라질의 옛 축구 선수이다. 마르키뉴스라는 이름으로 알려져 있다.